# Правокумское (Советский район)
Правоку́мское — село в Советском районе (городском округе) Ставропольского края России.

## География
Расстояние до краевого центра: 183 км. Расстояние до районного центра: 17 км.

## История
Населённый пункт основан 20 ноября 1921 года (по другим данным — в 1922 году) как хутор безземельными крестьянами из села Воронцово-Александровского. Назван по месту расположения (по правую сторону реки Кумы).
В 1966 году хутор Правокумский преобразован в село Правокумское.
До 1 мая 2017 года село было административным центром упразднённого Правокумского сельсовета.

## Население
| 1925 | 1989  | 2002  | 2010  | 2014  | 2021  |
| ---- | ----- | ----- | ----- | ----- | ----- |
| 189  | ↗1636 | ↗1786 | ↘1427 | ↗1600 | ↘1558 |

По данным переписи 2002 года, 90 % населения — русские.

## Инфраструктура
- Культурно—досуговый центр[12]

## Образование
- Детский сад № 22 «Журавлик»[13]
- Средняя общеобразовательная школа № 4[14]

## Кладбище
Сельское кладбище (общественное открытое). Площадь участка 27 560 м².